# Canton Glarona

Logo

Il Canton Glarona (in tedesco: Kanton Glarus; in francese: Canton de Glaris; in romancio: Chantun Glaruna ) è un cantone della Svizzera centro-orientale. La sua capitale è Glarona. Ci sono 3 municipalità nel cantone. La lingua ufficiale è il tedesco.

## Geografia fisica
Il territorio del cantone confina con il Canton San Gallo (distretti di See-Gaster e di Sarganserland) a est, con il Canton Grigioni (distretti di Imboden e Surselva) a sud e con il Canton Uri e il Canton Svitto (distretti di Svitto e di March) a ovest.
Il Canton Glarona è dominato dalla profonda vallata del fiume Linth. Gran parte dell'area è montagnosa. Il picco più alto, nelle Alpi Glaronesi, è il Tödi con 3614 m. Altre montagne comprendono l'Hausstock (3158 m) e il Glärnisch (2910 m). Il cantone è lambito a settentrione dal Lago di Walenstadt. La superficie totale del Canton Glarona è di 685 km², dei quali circa la metà è considerato produttivo. La silvicoltura è un settore importante dell'economia del cantone.

## Storia
La storia di questo cantone è dominata dalla religione. Gli abitanti della valle del Linth furono convertiti al Cristianesimo nel VI secolo dal monaco irlandese San Fridolino, che è ancor oggi raffigurato nello stemma del cantone. Egli fondò il convento di Säckingen, vicino a Basilea. A partire dal IX secolo, l'area attorno a Glarona era di proprietà del convento. Entro il 1288, gli Asburgo reclamarono pezzo per pezzo tutti i diritti del convento. Questo provocò l'unione della gente di Glarona alla Confederazione Svizzera nel 1352.
Tra il 1506 e il 1516 il riformatore Ulrico Zwingli era sacerdote a Glarona, ma per il 1564 tutti i seguaci di Zwingli vennero eliminati. Questo, comunque, non mise fine alla lotta tra Protestanti e Cattolici nell'area. Per assicurare la pace, nel 1623, venne deciso che ogni partito avrebbe avuto la sua assemblea (Landsgemeinde) e successivamente, nel 1683, a ognuna delle parti venne dato il diritto di avere dei tribunali propri. Tra il 1798 e il 1803 Glarona fece parte del Canton Linth come deciso da Napoleone. Nel 1836 la costituzione venne adattata per unire le assemblee e stabilire un'unica Landsgemeinde.

## Economia
La geografia del cantone favorì l'insediamento di fabbriche per la produzione di tegole nel XVII secolo. Anche le montagne circostanti furono un vantaggio per l'industrializzazione. Le filande di cotone assunsero importanza nel XVIII secolo, andando ad affiancare le tradizionali filature della lana. L'industrializzazione portò anche la stampa del cotone, gli impianti idroelettrici, e in seguito le fabbriche di metalli e macchinari, oltre alle cartiere.
L'allevamento bovino per la produzione casearia e per la riproduzione non vennero rimpiazzati dall'avanzata industriale. Il bestiame pascola sulle montagne, e queste attività sono ancora importanti.

## Società

### Evoluzione demografica
| %     | Ripartizione linguistica (gruppi principali) |
| ----- | -------------------------------------------- |
| 85,8% | madrelingua tedesca                          |
| 4,4%  | madrelingua italiana                         |
| 2,5%  | madrelingua albanese                         |

## Municipalità

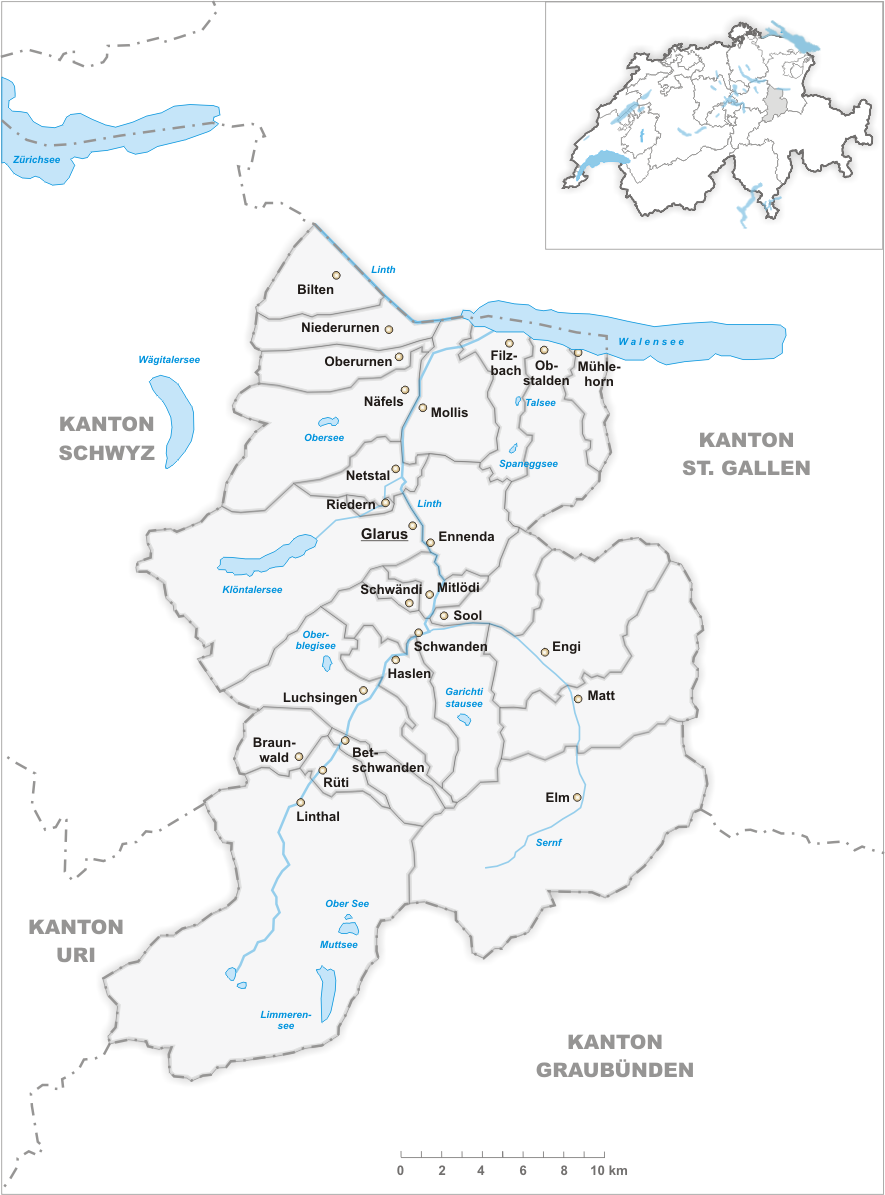
I comuni del cantone nel 2007
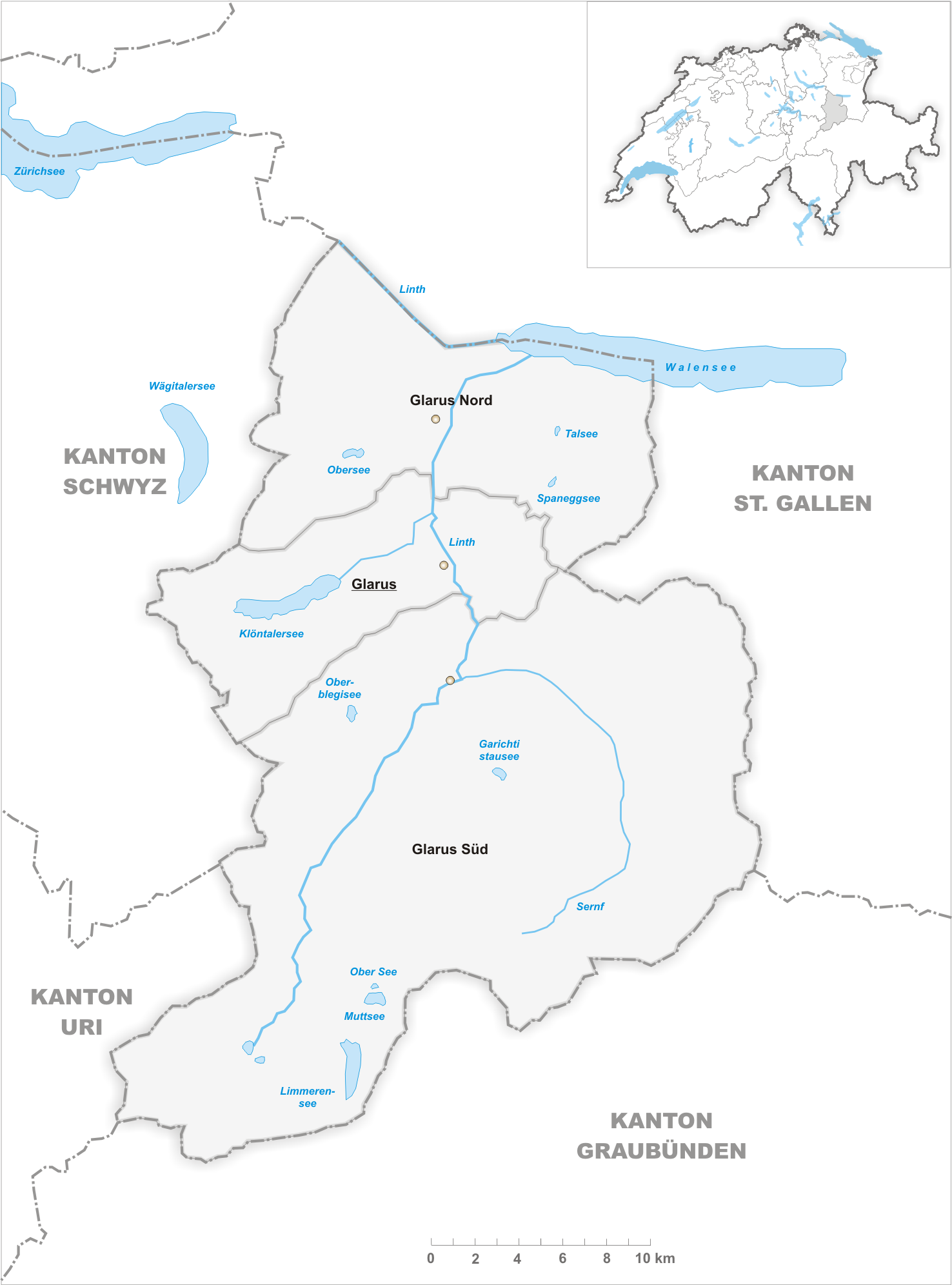
I comuni del cantone dal 2011

I 3 comuni del Canton Glarona sono:
- Glarona
- Glarona Nord
- Glarona Sud

### Divisioni
- 1806: Obstalden → Mühlehorn, Obstalden
- 1868: Luchsingen → Leuggelbach, Luchsingen
- 1939: Rüti → Braunwald, Rüti

### Fusioni
- 2004: Diesbach, Hätzingen, Luchsingen → Luchsingen
- 2006: Leuggelbach, Haslen, Nidfurn → Haslen
- 2011: Ennenda, Glarona, Netstal, Riedern → Glarona
- 2011: Bilten, Filzbach, Mollis, Mühlehorn, Näfels, Niederurnen, Oberurnen, Obstalden → Glarona Nord
- 2011: Betschwanden, Braunwald, Elm, Engi, Haslen, Linthal, Luchsingen, Matt, Mitlödi, Rüti, Schwanden, Schwändi, Sool → Glarona Sud